# مانويل مسلم
تواضروس الثاني

الأب مانويل حنا شحادة مسلَّم (مواليد 16 نيسان 1938) ناشط عربي فلسطيني ورجل دين مسيحي، وعضو الهيئة الإسلامية المسيحية لنصرة القدس والمقدسات في فلسطين، عُرِف بدفاعه المستميت عن المقاومة الفلسطينية، وتجريم الاحتلال الإسرائيلي المستمر؛ يُعارض تهويد فلسطين والقدس باعتبارهما حقًّا للفلسطينيين فقط، فتح المدارس المسيحية الفلسطينية بكامل أبوابها للعائلات المسلمة المهجرة في فلسطين، وعمل على تحقيق التفاهم بين فتح وحماس، كما كان له دور فعال في إيجاد حلول للوساطة في التوترات بين الطوائف الفلسطينية، وتحديدًا المسلمين والمسيحيين. يعتز بعلاقاته مع فصائل المقاومة الفلسطينية، ويعتبر فلسطين حقًّا لسكانها قبل بداية التهجير اليهودي في فترة الانتداب البريطاني على فلسطين، يشتهر بمؤاخاته بين المسلمين والمسيحيين ودفاعه عن مقدساتهما؛ من وجهة نظر الأب مانويل المسيحيون والمسلمون الفلسطينيون هم شعب واحد، وعليهم إبطال الخلافات، فكلاهما يمر بنفس المعاناة والإذلال؛ خاطب مسلمي فلسطين بعد قانون منع الأذان الإسرائيلي: «إذا منع الاحتلال الأذان في مساجد القدس ارفعوا الأذان فوق أجراس كنائسنا»، كما خاطب عموم المسلمين محذرًا من الخطر الإسرائيلي: «إسرائيل لن تكتفي باحتلال فلسطين والقدس، بل ومع مرور الزمن ستُطالب بالأراضي اليهودية في شبه الجزيرة العربية، وسيتلو سقوط فلسطين سقوط يثرب ومكة».

## التربية والتكوين
نال مانويل مسلّم تعليمه الأساسي في مسقط رأسه ومكان ولادته بيرزيت، ثم التحق بالمعهد الإكليريكي في بيت جالا سنة 1951، ودرس علم اللاهوت والفلسفة وتخرج سنة 1963.

## التجربة السياسية
عُرف الأب مانويل بنشاطه المستمر ضد الاحتلال ومواقفه المدافعة عن المقاومة، وتولى رئاسة وعضوية العديد من الهيئات والمؤسسات الناشطة في مجال مقاومة الاحتلال والدفاع عن القضية الفلسطينية داخل وخارج فلسطين. فهو عضو في الهيئة الإسلامية المسيحية لنصرة القدس والمقدسات، ورئيس للهيئة الفلسطينية المستقلة لملاحقة مجرمي الحرب الإسرائيليين (حكم)، وعضو في هيئة العمل الوطني غزة، وعضو مؤسس بيت الحكمة في غزة، وعضو مؤسس في لجنة كسر الحصار المفروض على غزة، وعضو ناشط أيضًا في لجان مهتمة بالمصالحة الوطنية الفلسطينية.
كما ناضل الأب مانويل باستماتة ضد الاحتلال الإسرائيلي وحرَّض الفلسطينيين للمقاومة، واعتز بالعلاقة مع حركة المقاومة الإسلامية (حماس)، وافتخر بدور المسيحيين الفلسطينيين في مقاومة الاحتلال الإسرائيلي. وهو صاحب الجملة المشهورة «إن هدموا مساجدكم ارفعوا الأذان من كنائسنا»، حيث قالها أثناء العدوان الإسرائيلي على قطاع غزة في العام 2014 في عملية أطلق عليها الاحتلال اسم الجرف الصامد، وأطلقت حماس عليها اسم العصف المأكول على تصديها للعدوان، دعا أيضًا لبدء العصيان المدني في القدس والأراضي الفلسطينية المحتلة ردًّا على الاعتداءات والانتهاكات الإسرائيلية المستمرة ضد الفلسطينيين.
كما انتقد مرارًا التنسيق الأمني بين السلطة الفلسطينية وإسرائيل، ودعا إلى العصيان المدني لإسقاط السلطة والاحتلال باعتبارهما وجهين لعملة واحدة، واعتبر أن الشعب الفلسطيني يعيش وضعًا مخزيًا بسبب الاحتلال والانقسام. وحين شارك الرئيس الفلسطيني محمود عباس ومسؤولون عرب آخرون في تشييع جنازة الرئيس الإسرائيلي السابق شمعون بيريز، اعتبر الأب مسلّم ذلك سقوطًا للمشروع الوطني الذي يقوده عباس.
ومن مواقفه المشهودة تلك المتعلقة بالقدس، حيث عُرف بدفاعه عنها ورفضه للإجراءات الإسرائيلية بحقها، وتأكيده أنه لا معنى لفلسطين بدون القدس، ولا معنى للقدس بدون هويتها ومقدساتها ومساجدها وكنائسها، وأعلن أكثر من مرة رفضه زيارات الشخصيات الدينية والسياسية للقدس (البابا تواضروس، والرئيس السادات مثلًا)، باعتبار أن زيارة أي رمز عربي للقدس بمثابة حل العقدة قليلًا عن رقبة إسرائيل ومنحها نفسًا جديدًا، وشرعيةً متجددةً. ويُعرف عن الأب مسلّم علاقته القوية بحركة حماس وثناؤه عليها، وافتخاره بها، وتشديده على أنها جزء أصيل من الشعب الفلسطيني وتعبير فصيح عن خيار الشعب الفلسطيني الرافض للاحتلال.